# Isabella di Lorena
Isabella di Lorena (1400 circa – Angers, 27 febbraio 1453), fu duchessa di Lorena dal 1431 fino alla sua morte, e inoltre regina consorte di Napoli dal 1435 al 1442, contessa consorte di Guisa dal 1420, duchessa consorte d'Angiò e contessa consorte di Provenza e di Forcalquier dal 1434 fino alla sua morte.

## Origine
Secondo la Histoire Ecclesiastique et Civile de Lorraine, Volume 2, Isabella era la figlia femmina primogenita del Duca di Lorena, Carlo II e della moglie, Margherita del Palatinato (1376 - 1434), figlia di Roberto del Palatinato, conte palatino del Reno, che, nel 1400, diverrà re dei Romani, e di Elisabetta di Norimberga, figlia del Burgravio Federico V di Norimberga e di Elisabetta di Meißen.
Secondo la Histoire Ecclesiastique et Civile de Lorraine, Volume 2, Carlo II di Lorena era il figlio maschio primogenito del Duca di Lorena, Giovanni I e della moglie, Sofia di Württemberg, figlia del reggente del ducato, Eberardo II di Württemberg e di Elisabetta di Henneberg-Schleusingen.

## Biografia
Dopo l'assassinio del duca di Borgogna Giovanni Senzapaura, nel 1419, suo padre Carlo strinse nuovi rapporti con la Francia. Il successore di Giovanni, Filippo III, aveva la maggior parte dei suoi territori nei Paesi Bassi e solo le province di Lorena e Champagne separavano i suoi domini Borgognoni da quelli belga. Temendo le sue ambizioni di potere, Carlo pensò fosse giusto riabilitare i rapporti di fedeltà e amicizia quanto più possibile con i propri vecchi avversari. Proprio per merito di queste alleanze, ottenne l'appoggio di Carlo VII contro la Borgogna e fece sposare, nel 1420, la propria erede, la figlia primogenita, Isabella, con il conte di Guisa, Renato d'Angiò, erede della contea di Bar e futuro Re di Napoli, confermandogli che la figlia gli sarebbe succeduta, come duchessa di Lorena.
Gli accordi per il matrimonio erano stati concordati, nel 1419, tra lo zio di Renato, il cardinale e duca di Bar, Luigi I di Bar, e il padre di Isabella, Carlo II di Lorena.
Nel 1422 suo marito Renato divenne cognato del delfino di Francia, Carlo, che aveva sposato la sorella, Maria d'Angiò, futura regina di Francia.
Suo marito Renato fu al seguito dell'esercito francese e, a Reims, nel 1429 fu presente all'incoronazione di Carlo VII; e alla morte dello zio, Luigi I di Bar, nel 1430, Renato entrò in possesso del suo ducato, che già governava.
Suo padre, Carlo II di Lorena, morì nella sua capitale, Nancy, il 25 gennaio 1431.Dato che, alla sua morte, dei quattro figli avuti da Margherita erano in vita solo le due femmine, i domini passarono alla figlia Isabella e al genero, Renato d'Angiò. Ma il ducato veniva rivendicata anche dall'erede maschio, il cugino (figlio di Federico, fratello di Carlo II) Antonio di Vaudémont (1400 – 1458); Antonio, alleatosi al duca di Borgogna, Filippo III, fecero guerra alla Lorena e Renato d'Angiò fu fatto prigioniero a Bulgnéville e, nel 1431, relegato a Digione.
Isabella riuscì a ottenere una tregua e, per dirimere la questione, venne richiesto l'intervento dell'Imperatore del Sacro Romano Impero, Sigismondo di Lussemburgo, che, nel 1334, si dichiarò a favore di Isabella e Renato.
Il 12 novembre 1434 il cognato di Isabella, Luigi III d'Angiò, morì di malaria, e Renato divenne duca d'Angiò e conte di Provenza e di Forcalquier.
La regina di Napoli, Giovanna, che aveva disposto nel proprio testamento che alla sua morte la corona passasse a Renato d'Angiò, morì il 2 febbraio 1435, mentre Renato era ancora prigioniero a Digione; Isabella, nominata dal marito, Luogotenente generale di Provenza, Angiò, Napoli e Sicilia, raggiunse il regno di Napoli, via mare.
Nel frattempo, Alfonso V di Aragona, che era stato adottato e poi era stato ripudiato da Giovanna II, cercò di riprendersi il regno di Napoli con le armi, partendo dal suo regno di Sicilia, ma inizialmente andò incontro alla sconfitta navale di Ponza.
Isabella fu accolta trionfalmente a Napoli e ricevette in aiuto le truppe del cardinale Giovanni Maria Vitelleschi inviate dal papa Eugenio IV, che combatterono assieme a quelle del duca di Bari, Jacopo Caldora, e inizialmente ebbero la meglio sugli aragonesi, ma le gelosie nate tra i comandanti, portarono a una situazione di stallo, sino a che il Vitelleschi si ritirò dalla guerra.
Il 18 maggio 1435 Renato, finalmente libero, arrivò a Napoli e la guerra riprese senza tregua.
Isabella rientrò in Lorena, con i figli, nel 1440, un primo segnale dell'imminente sconfitta.
Due anni dopo anche Renato lasciò Castel Nuovo, dove si era asserragliato, abbandonò definitivamente il Regno di Napoli e fece ritorno in Provenza, nel 1442.
Isabella, nel 1453, seguì il marito ad Angers, dove il 27 febbraio morì. Fu inumata nella cattedrale di San Maurizio; il marito Renato che governava il ducato assieme a lei, rinunciò al titolo a favore del figlio, Giovanni.

## Discendenza
Renato e Isabella ebbero dieci figli:
- Giovanni II di Lorena (1425–1470), Duca di Lorena[18];
- Renato, morto giovane;
- Luigi d'Angiò (1427, Nancy – 1443), Marchese di Pont-à-Mousson;
- Nicola (1428, Nancy – ?) gemello di Iolanda, morto giovane;
- Iolanda di Lorena (21 novembre 1428 – 23 marzo 1483), sposata nel 1445 a Nancy con Federico II, conte di Vaudémont, figlio di Antonio di Vaudémont;
- Margherita (23 marzo 1430 – 25 agosto 1482), sposata con Enrico VI d'Inghilterra;
- Carlo (1431 – 1432), conte di Guisa;
- Isabella, morta giovane;
- Luisa (1436 – ?), morta giovane;
- Anna (1437 – ?), morta giovane.

## Ascendenza
|                           |                           |                                      | Genitori                   |  |  | Nonni |  |  | Bisnonni          |  |  | Trisnonni             |  |
|                           |                           |                                      |                            |  |  |       |  |  | Rodolfo di Lorena |  |  | Federico IV di Lorena |  |
|                           |                           |                                      |                            |  |  |       |  |  | Rodolfo di Lorena |  |  | Federico IV di Lorena |  |
|                           |                           | Elisabetta d'Austria                 |                            |  |  |       |  |  | Rodolfo di Lorena |  |  |                       |  |
| Giovanni I di Lorena      |                           |                                      |                            |  |  |       |  |  | Rodolfo di Lorena |  |  |                       |  |
|                           |                           | Maria di Blois                       | Guido I di Blois-Châtillon |  |  |       |  |  |                   |  |  |                       |  |
|                           |                           | Maria di Blois                       | Guido I di Blois-Châtillon |  |  |       |  |  |                   |  |  |                       |  |
|                           |                           | Maria di Blois                       | Margherita di Valois       |  |  |       |  |  |                   |  |  |                       |  |
| Carlo II di Lorena        |                           | Maria di Blois                       |                            |  |  |       |  |  |                   |  |  |                       |  |
|                           |                           | Eberardo II di Württemberg           | Ulrico III di Württemberg  |  |  |       |  |  |                   |  |  |                       |  |
|                           |                           | Eberardo II di Württemberg           | Ulrico III di Württemberg  |  |  |       |  |  |                   |  |  |                       |  |
|                           |                           | Eberardo II di Württemberg           | Sofia di Pfirt             |  |  |       |  |  |                   |  |  |                       |  |
| Sofia di Württemberg      |                           | Eberardo II di Württemberg           |                            |  |  |       |  |  |                   |  |  |                       |  |
|                           |                           | Elisabetta di Henneberg-Schleusingen | …                          |  |  |       |  |  |                   |  |  |                       |  |
|                           |                           | Elisabetta di Henneberg-Schleusingen | …                          |  |  |       |  |  |                   |  |  |                       |  |
|                           |                           | Elisabetta di Henneberg-Schleusingen | …                          |  |  |       |  |  |                   |  |  |                       |  |
| Isabella di Lorena        |                           | Elisabetta di Henneberg-Schleusingen |                            |  |  |       |  |  |                   |  |  |                       |  |
|                           | Roberto II del Palatinato | Adolfo del Palatinato                |                            |  |  |       |  |  |                   |  |  |                       |  |
|                           | Roberto II del Palatinato | Adolfo del Palatinato                |                            |  |  |       |  |  |                   |  |  |                       |  |
|                           | Roberto II del Palatinato | Irmengarda di Oettingen              |                            |  |  |       |  |  |                   |  |  |                       |  |
| Roberto del Palatinato    | Roberto II del Palatinato |                                      |                            |  |  |       |  |  |                   |  |  |                       |  |
|                           |                           | Beatrice d'Aragona                   | Pietro II di Sicilia       |  |  |       |  |  |                   |  |  |                       |  |
|                           |                           | Beatrice d'Aragona                   | Pietro II di Sicilia       |  |  |       |  |  |                   |  |  |                       |  |
|                           |                           | Beatrice d'Aragona                   | Elisabetta di Carinzia     |  |  |       |  |  |                   |  |  |                       |  |
| Margherita del Palatinato |                           | Beatrice d'Aragona                   |                            |  |  |       |  |  |                   |  |  |                       |  |
|                           |                           | Federico V di Norimberga             | Giovanni II di Norimberga  |  |  |       |  |  |                   |  |  |                       |  |
|                           |                           | Federico V di Norimberga             | Giovanni II di Norimberga  |  |  |       |  |  |                   |  |  |                       |  |
|                           |                           | Federico V di Norimberga             | Elisabetta di Henneberg    |  |  |       |  |  |                   |  |  |                       |  |
| Elisabetta di Norimberga  |                           | Federico V di Norimberga             |                            |  |  |       |  |  |                   |  |  |                       |  |
|                           |                           | Elisabetta di Meißen                 | Federico II di Meißen      |  |  |       |  |  |                   |  |  |                       |  |
|                           |                           | Elisabetta di Meißen                 | Federico II di Meißen      |  |  |       |  |  |                   |  |  |                       |  |
|                           |                           | Elisabetta di Meißen                 | Matilde di Baviera         |  |  |       |  |  |                   |  |  |                       |  |
|                           |                           | Elisabetta di Meißen                 |                            |  |  |       |  |  |                   |  |  |                       |  |

### Letteratura storiografica
- Edward Armstrong, Il papato e Napoli nel XV secolo, cap. XIX, vol. VII (L'autunno del Medioevo e la nascita del mondo moderno) della Storia del Mondo Medievale, 1999, pp. 696–751.
- (FR)  Histoire Ecclesiastique et Civile de Lorraine, Volume 2.